# Agathon arizonica
Agathon arizonica är en tvåvingeart som först beskrevs av Alexander 1958.  Agathon arizonica ingår i släktet Agathon och familjen Blephariceridae. Inga underarter finns listade i Catalogue of Life.